# Véhicule hybride rechargeable

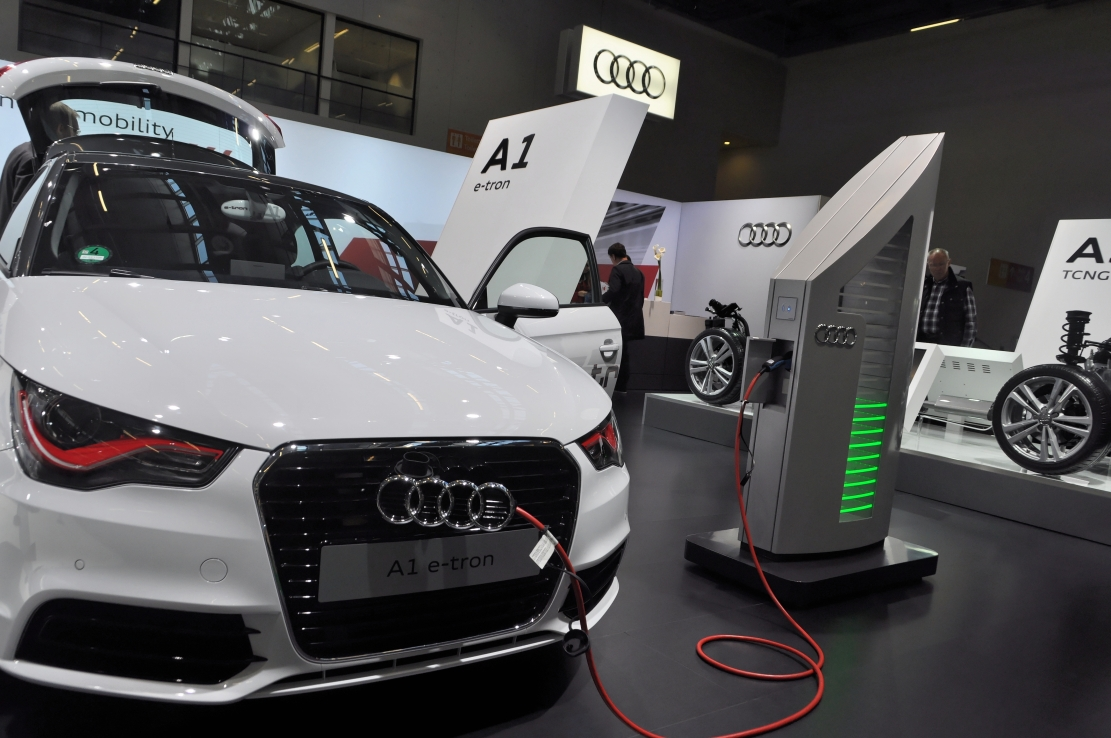
Une Audi A1 rechargeable au salon iMobility 2012 à Stuttgart.

Un véhicule hybride rechargeable (VHR) est un véhicule hybride électrique dont la batterie de traction est conçue pour être chargée par branchement à une source d'énergie extérieure.
Deux catégories de tels véhicules existent : PHEV (de l'anglais « Plug-in Hybrid Electric Vehicle ») quand les deux motorisations agissent de concert pour animer le véhicule, ou EREV (de l'anglais « Extended Range Electric Vehicles ») quand seul le moteur électrique est connecté aux roues, le moteur thermique ne fournissant de la puissance à un générateur d'électricité que lorsque la batterie d'accumulateurs a besoin d’être rechargée.

## Description
Un véhicule hybride rechargeable partage les caractéristiques d'un véhicule hybride simple avec une batterie de traction de plus grande capacité et la possibilité de recharger cette batterie, soit de manière externe (PHEV, « Plug-in Hybrid Electric Vehicle »), la batterie étant alors rechargée sur le réseau électrique conventionnel via différents types de points de charge (au domicile, au travail, dans des parkings publics, en voirie, dans des stations service, etc.), soit de manière embarquée (EREV, de l’anglais « Extended Range Electric Vehicles »), au moyen d'un moteur à essence réduit qui ne fonctionne que lorsque la batterie a besoin d'être rechargée et est à l'arrêt le reste du temps. La Chevrolet Volt est le premier véhicule de ce type à être produit en grandes séries (depuis décembre 2010 aux États-Unis).
Parmi les véhicules hybrides rechargeables, les véhicules légers ou automobiles sont les plus courants (cf. section #Statistiques de ventes), mais ce type de motorisation est aussi installé dans des bus, des camions, des bateaux, etc.

## Modèles commercialisés

Modèles commercialisés
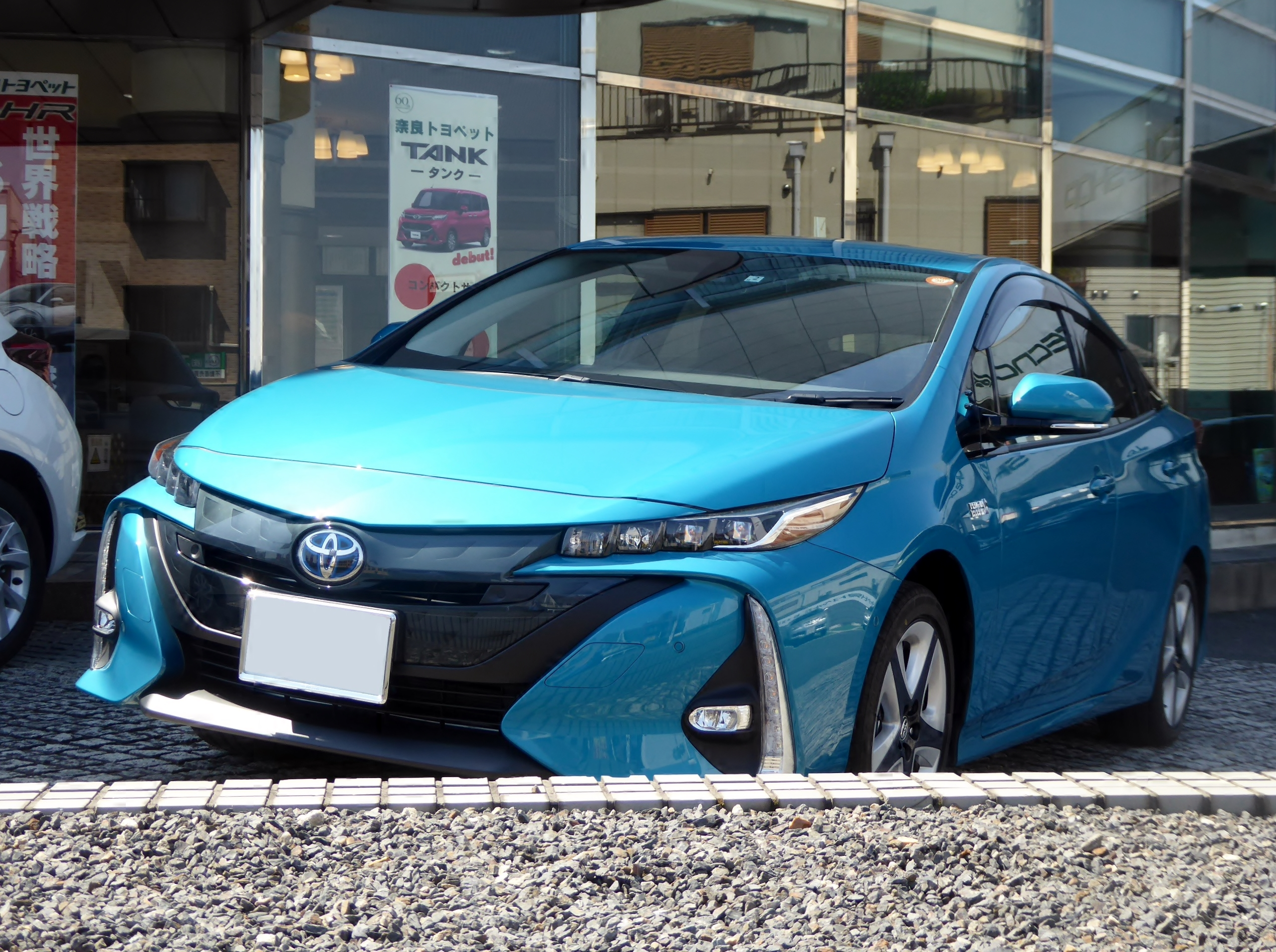
Toyota Prius Plug-in.
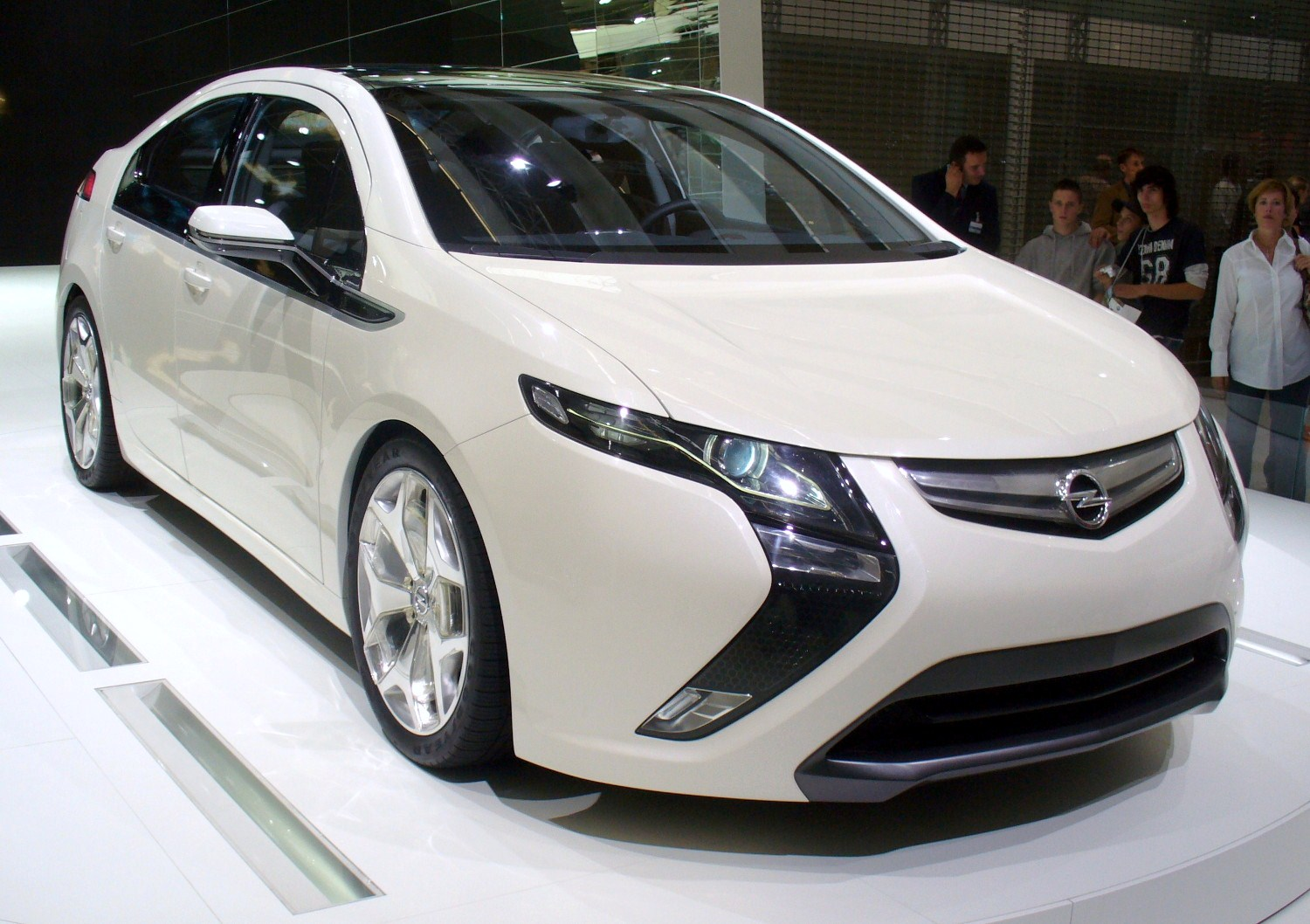
Opel Ampera.
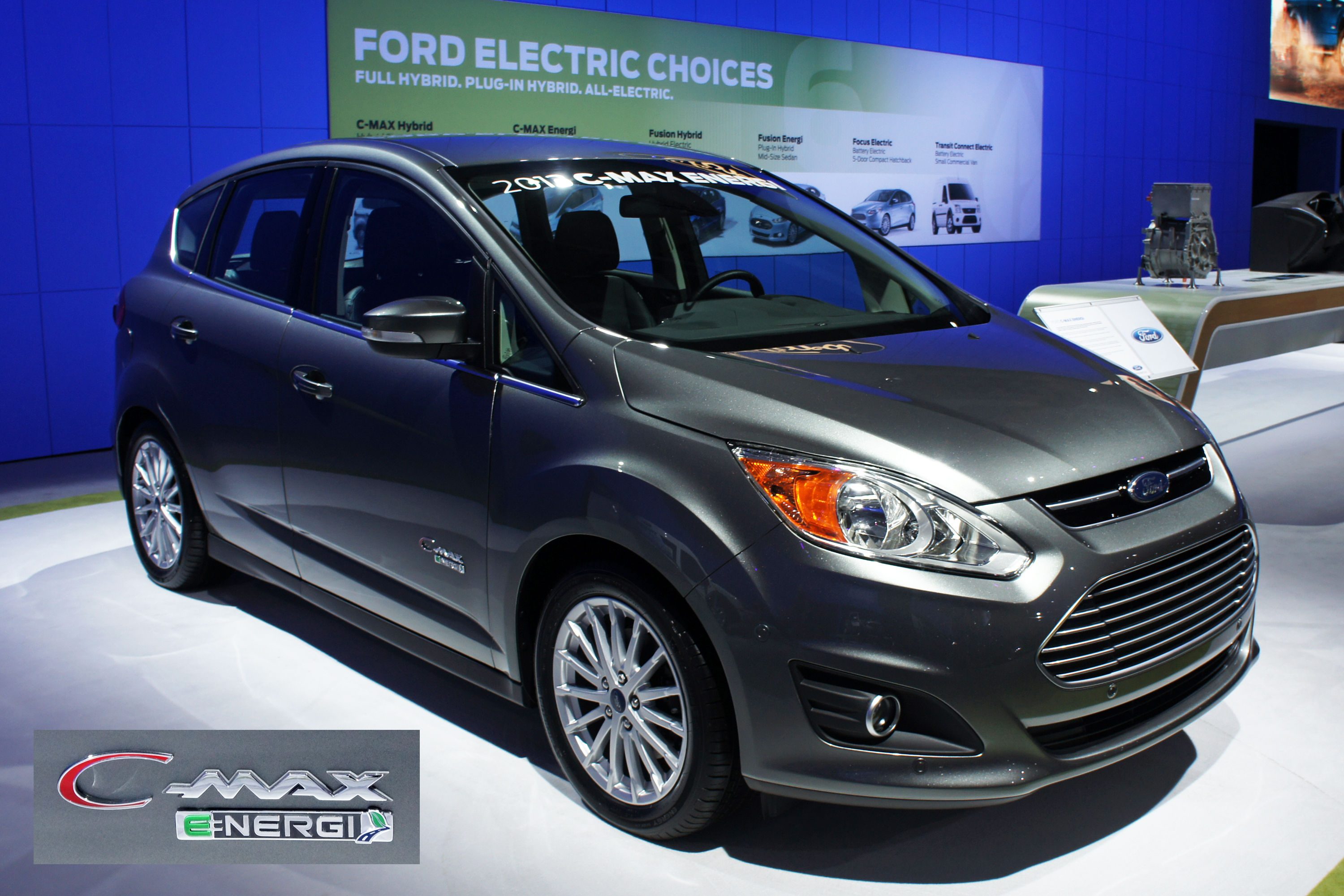
Ford C-Max Energi (en).
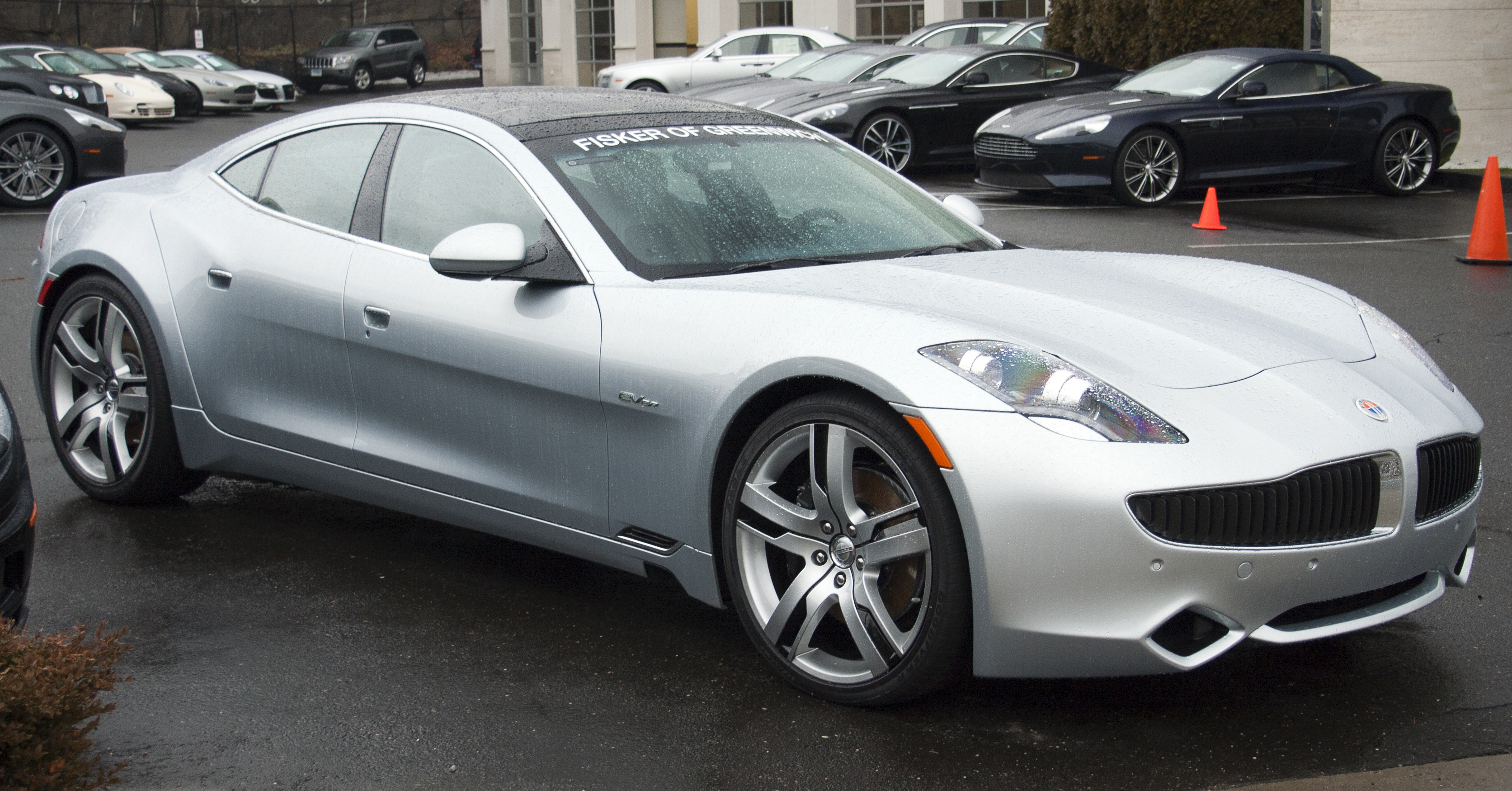
Fisker Karma.
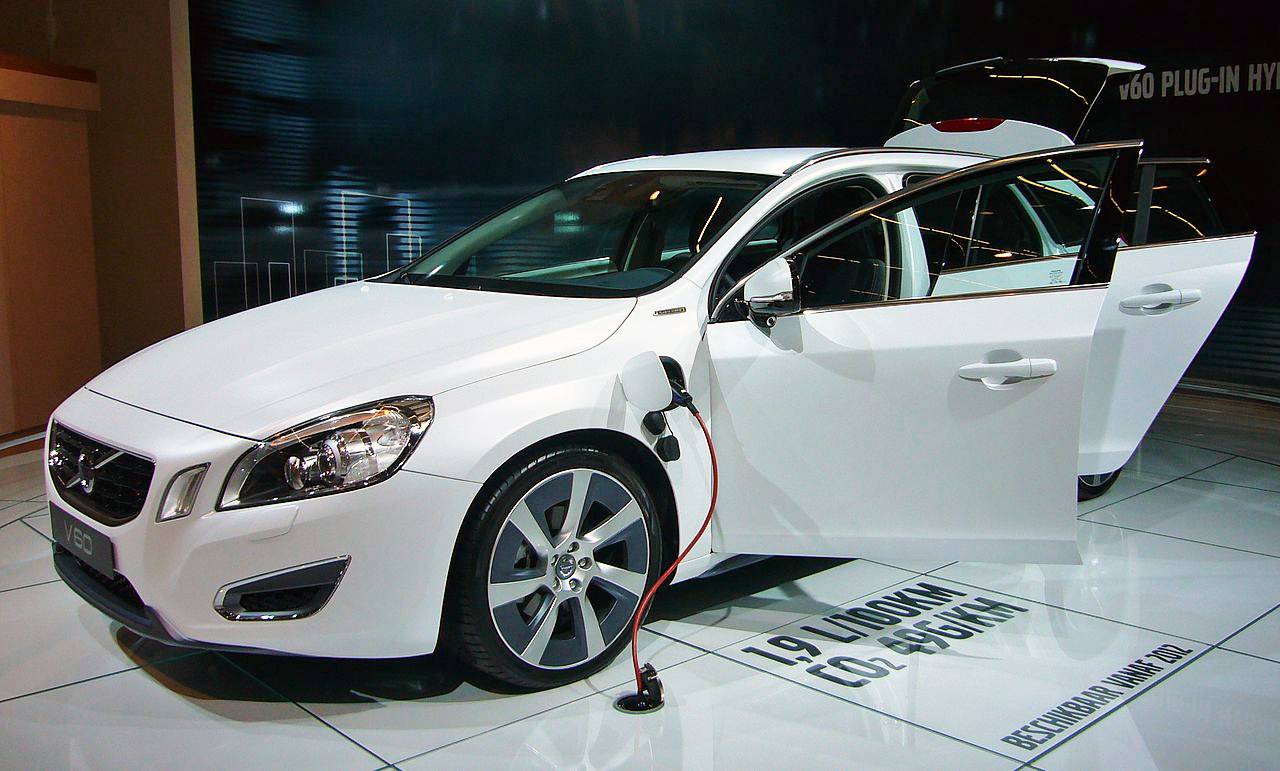
Volvo V60 Plug-in Hybrid.
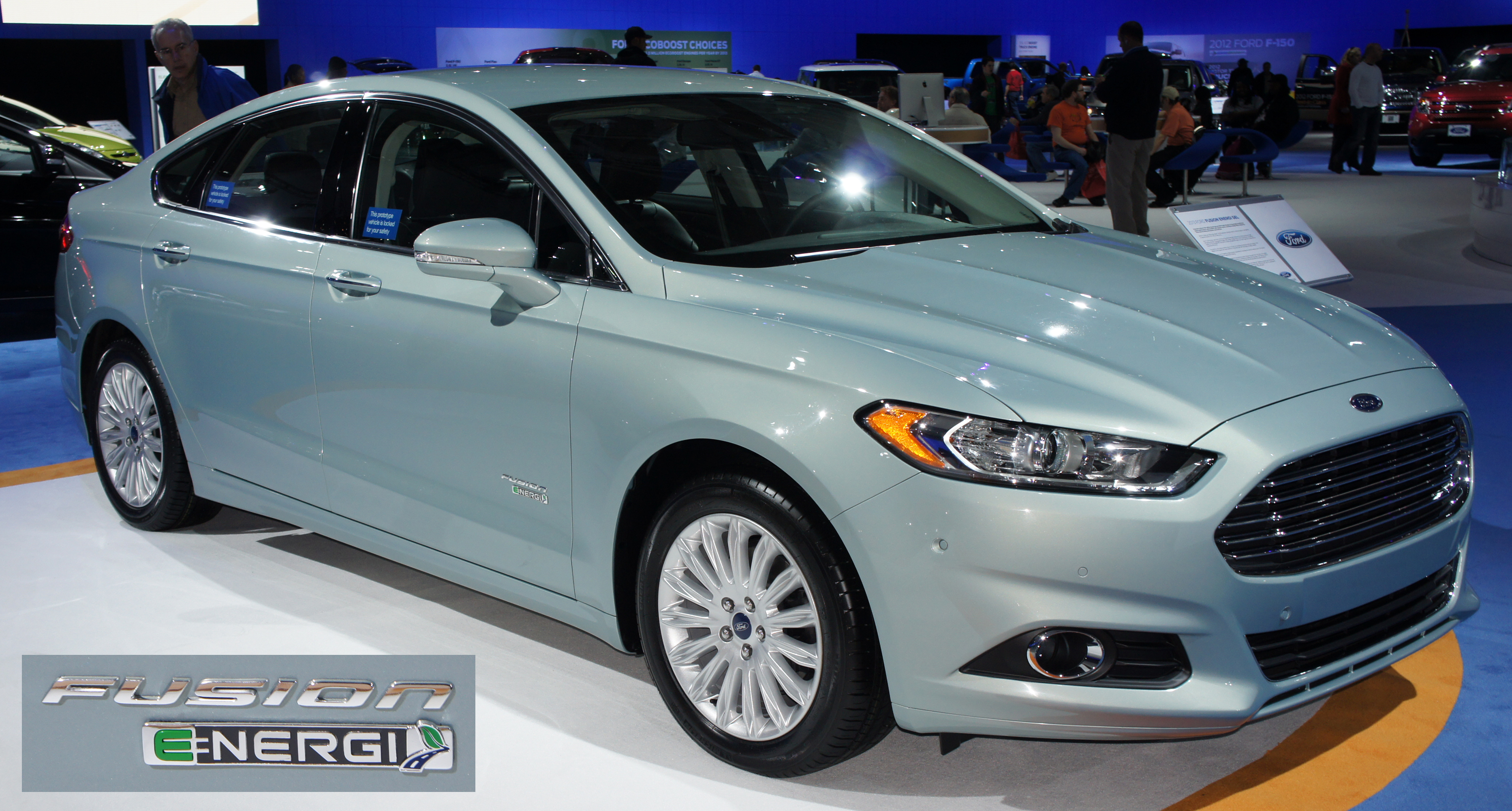
Ford Fusion Energi (en).
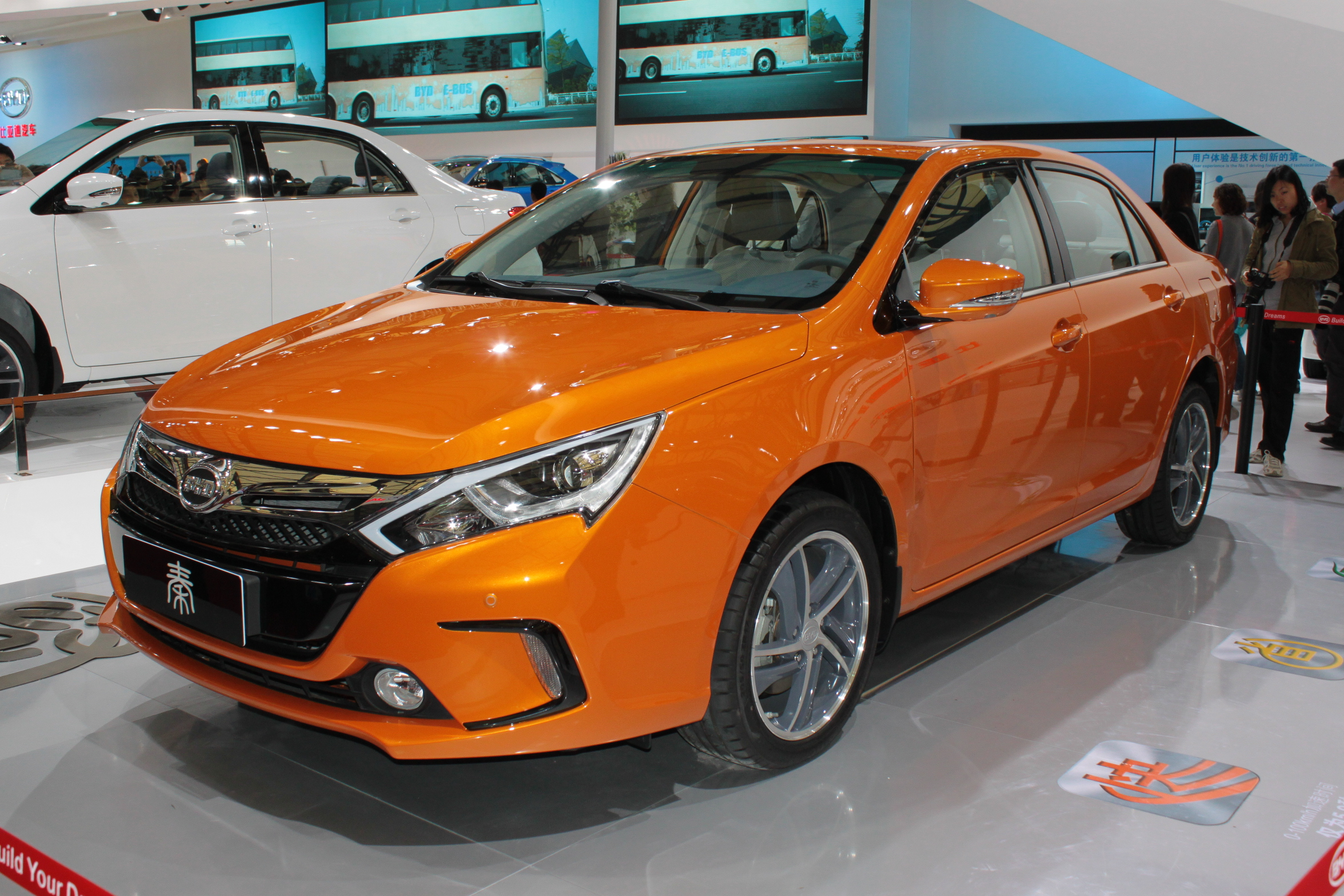
BYD Qin.
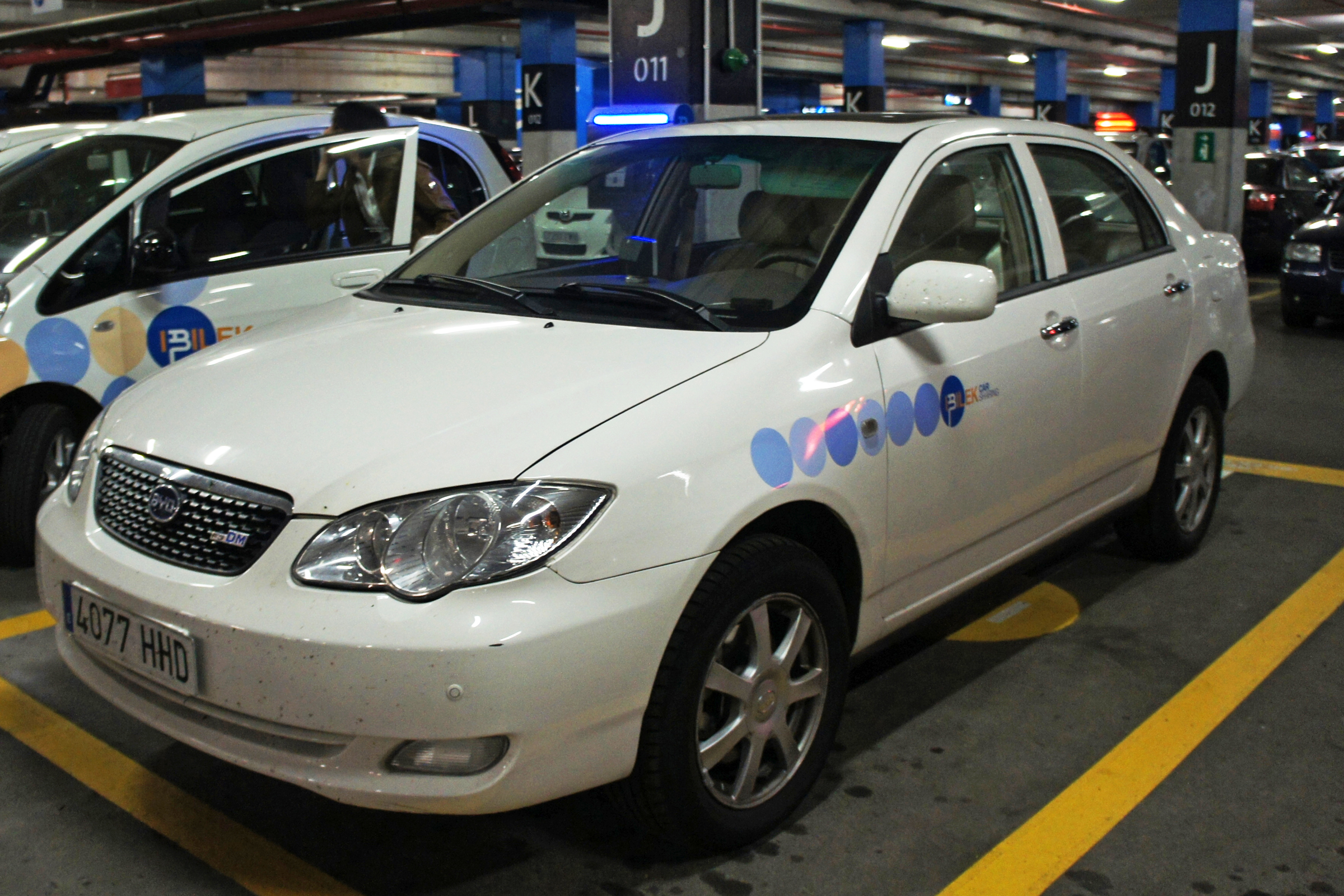
BYD F3DM.
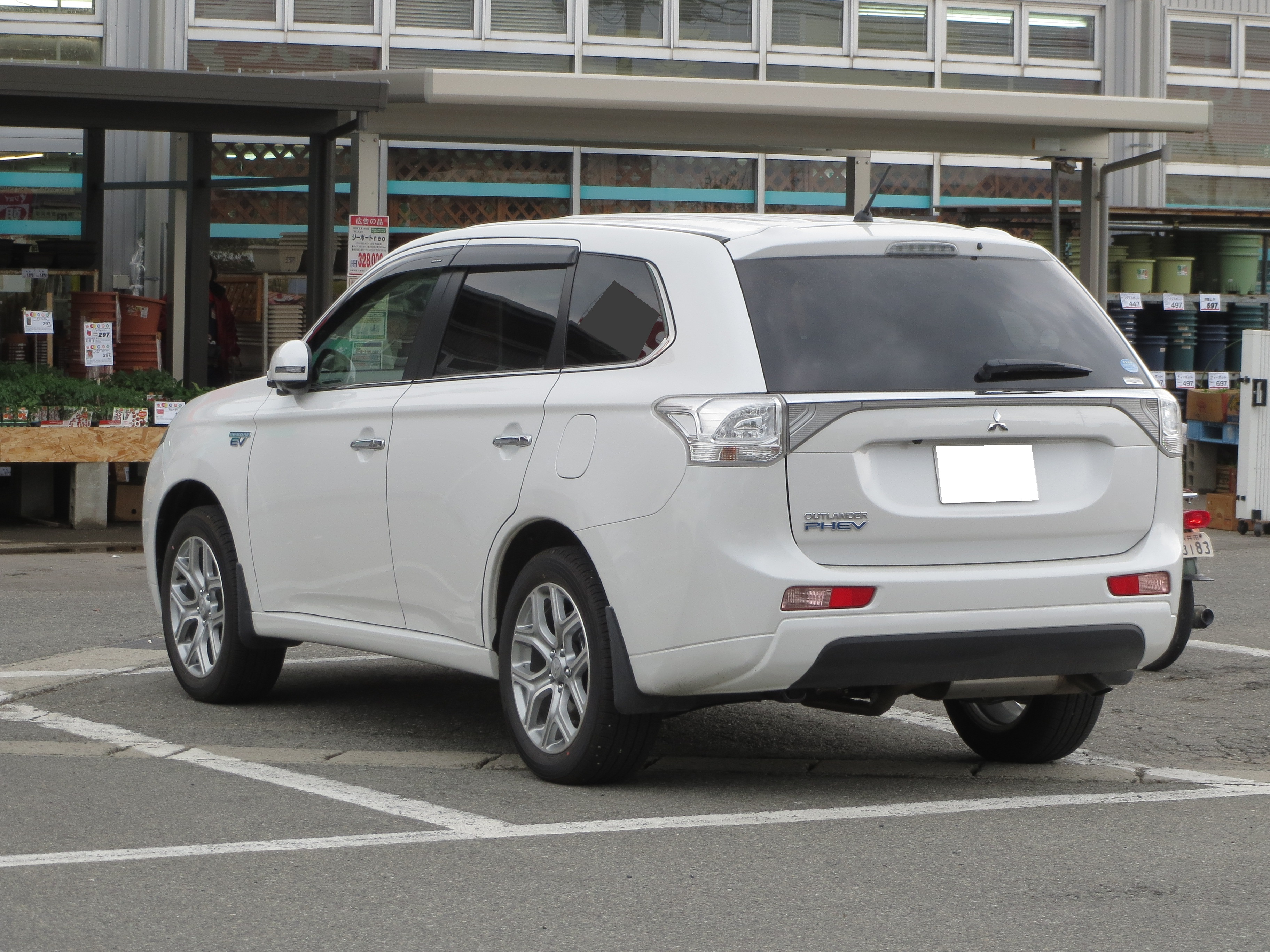
Mitsubishi Outlander P-HEV.
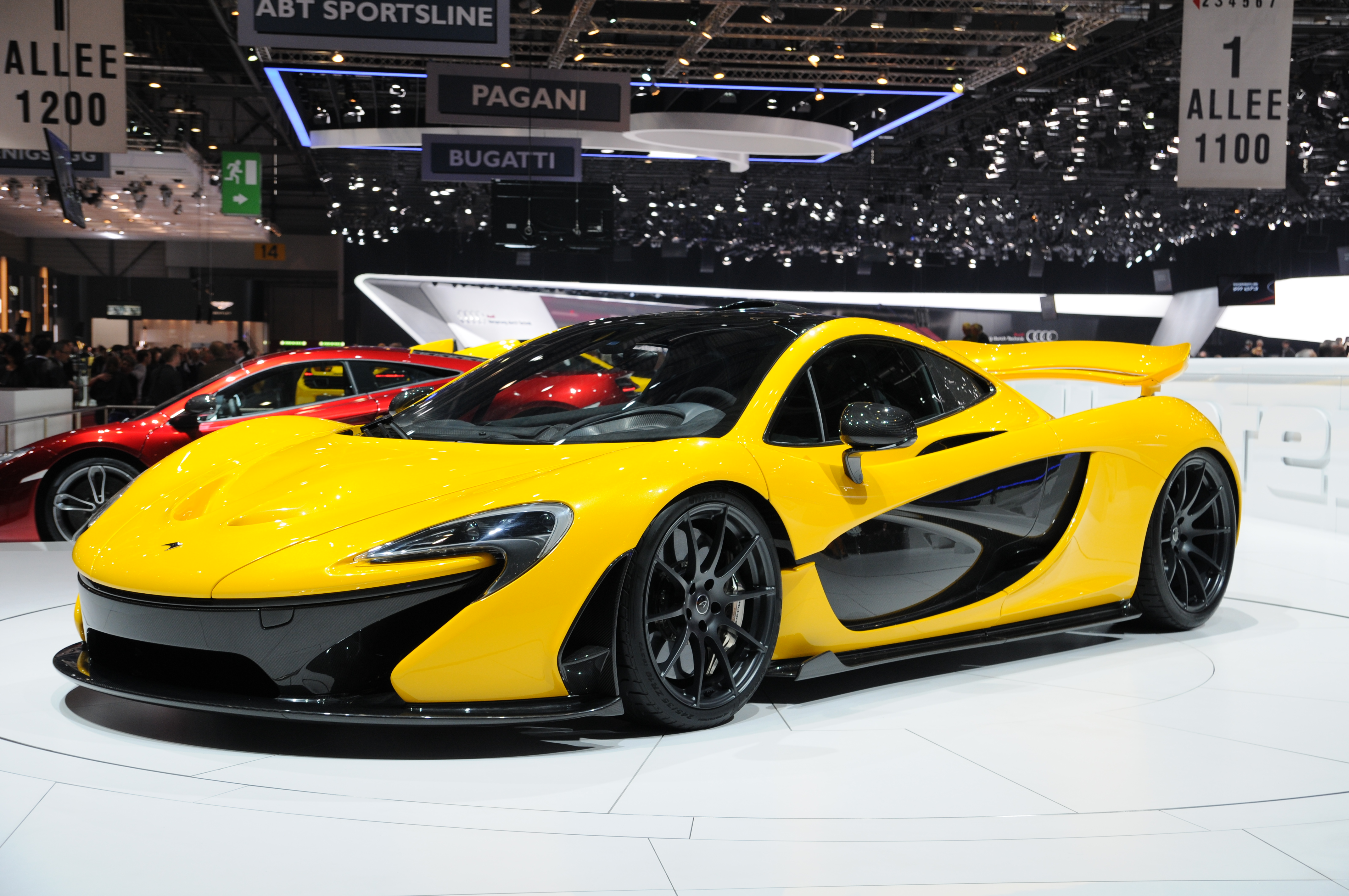
McLaren P1.
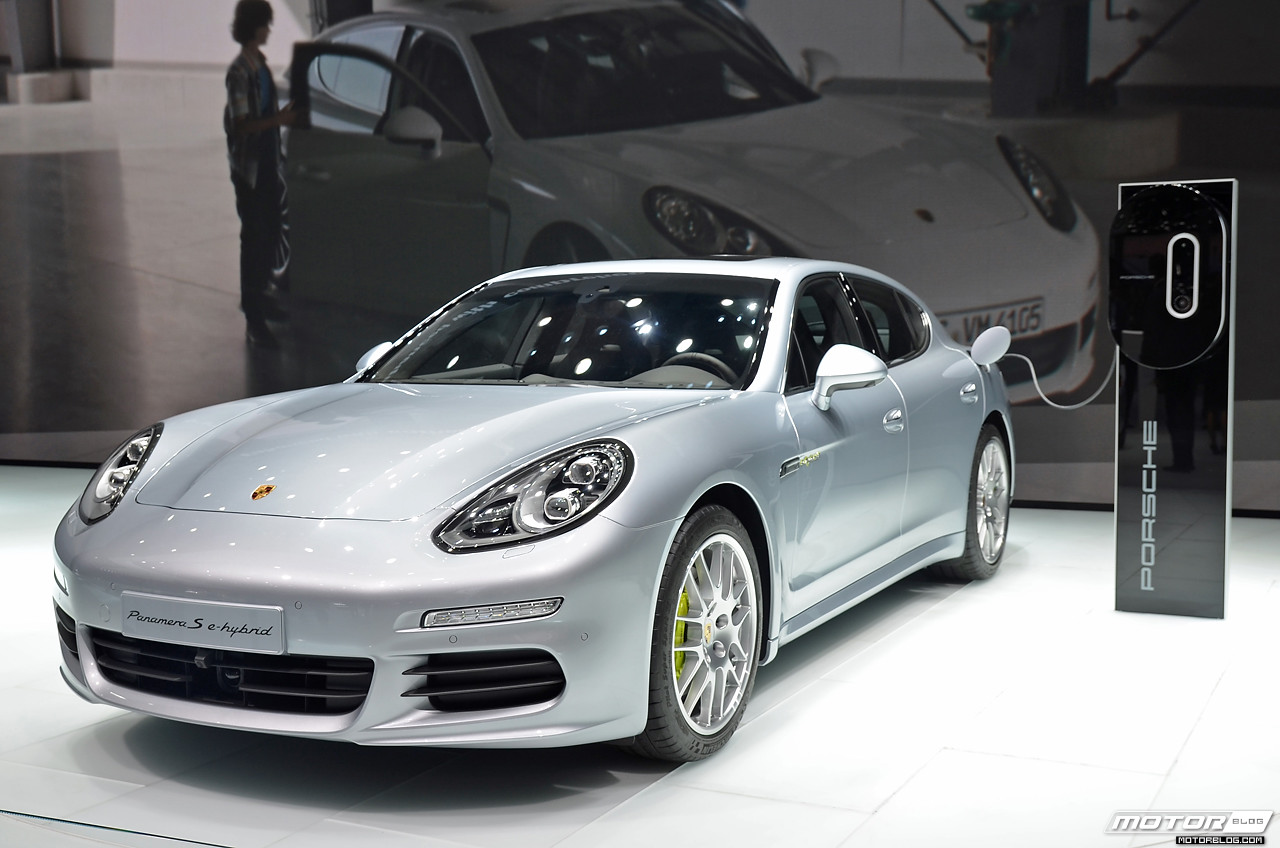
Porsche Panamera S E-hybrid.
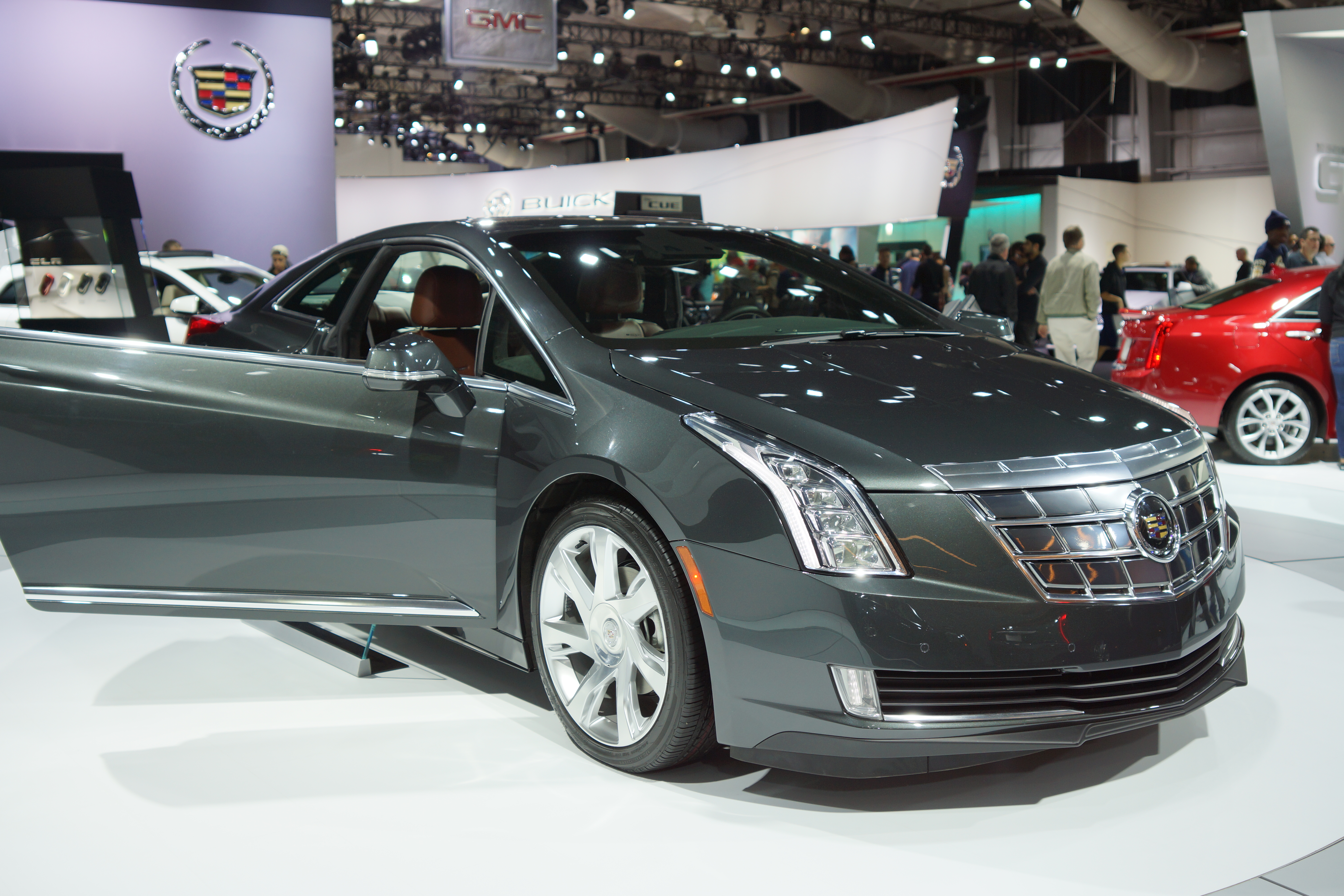
Cadillac ELR.
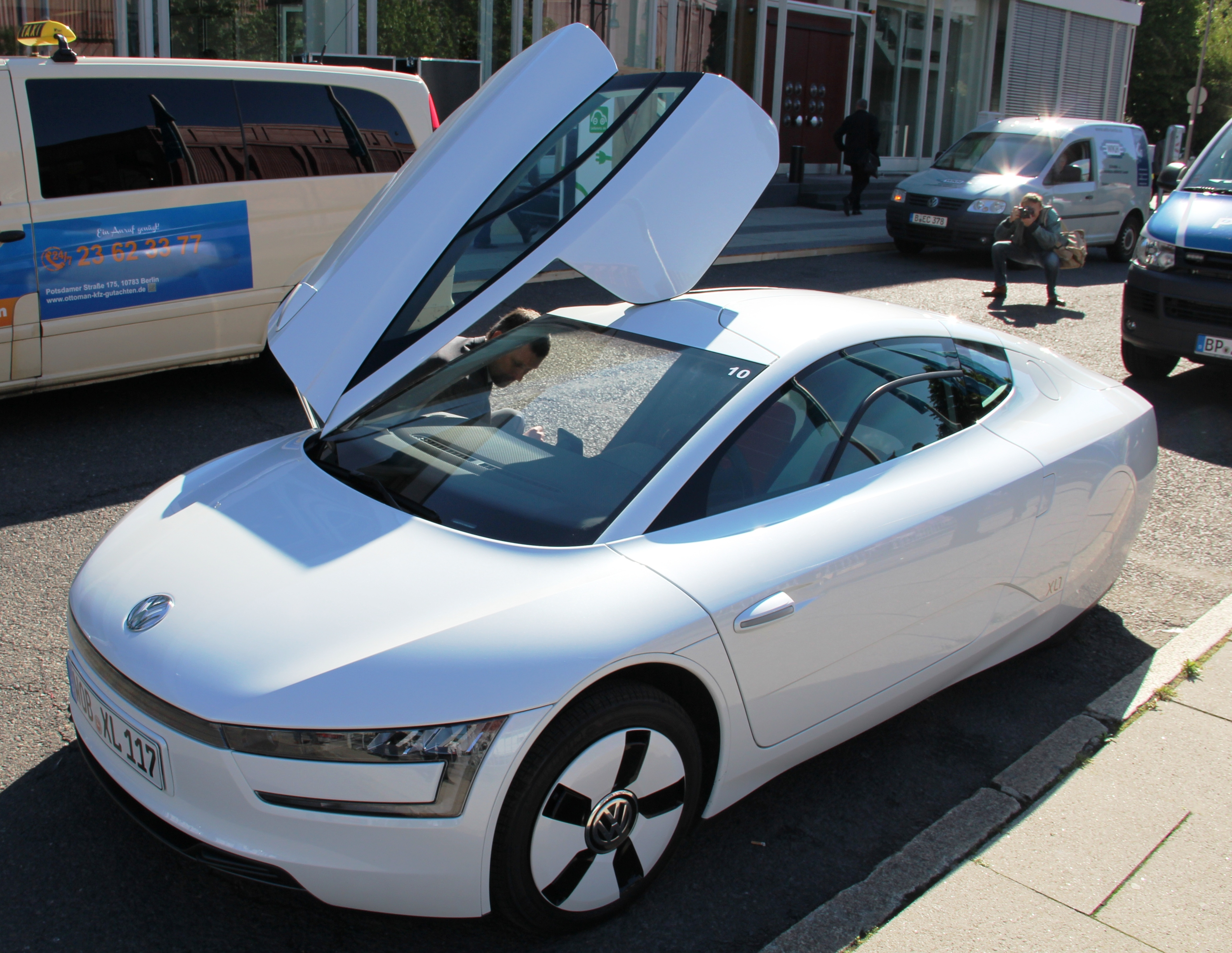
Volkswagen XL1.
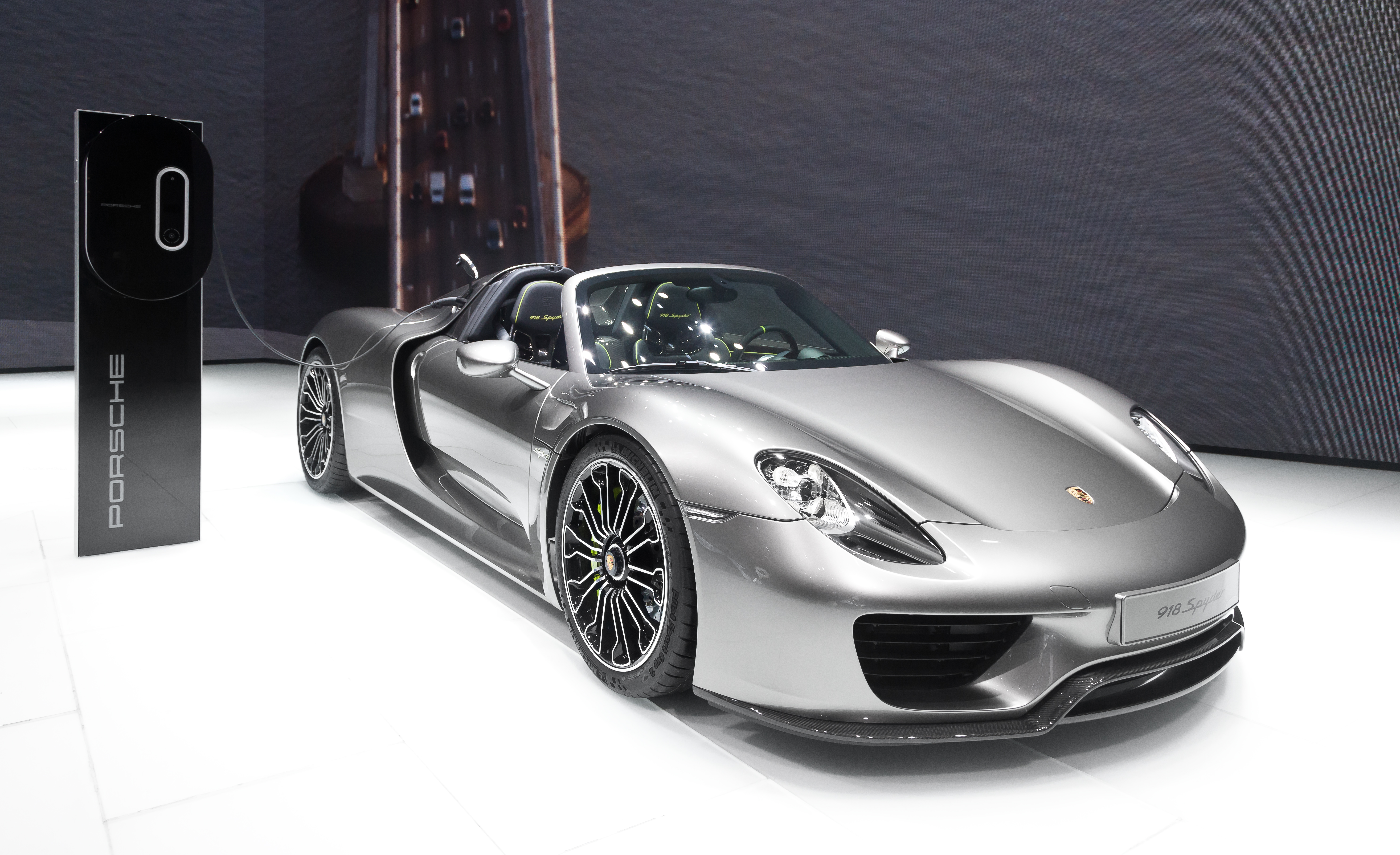
Porsche 918 Spyder.
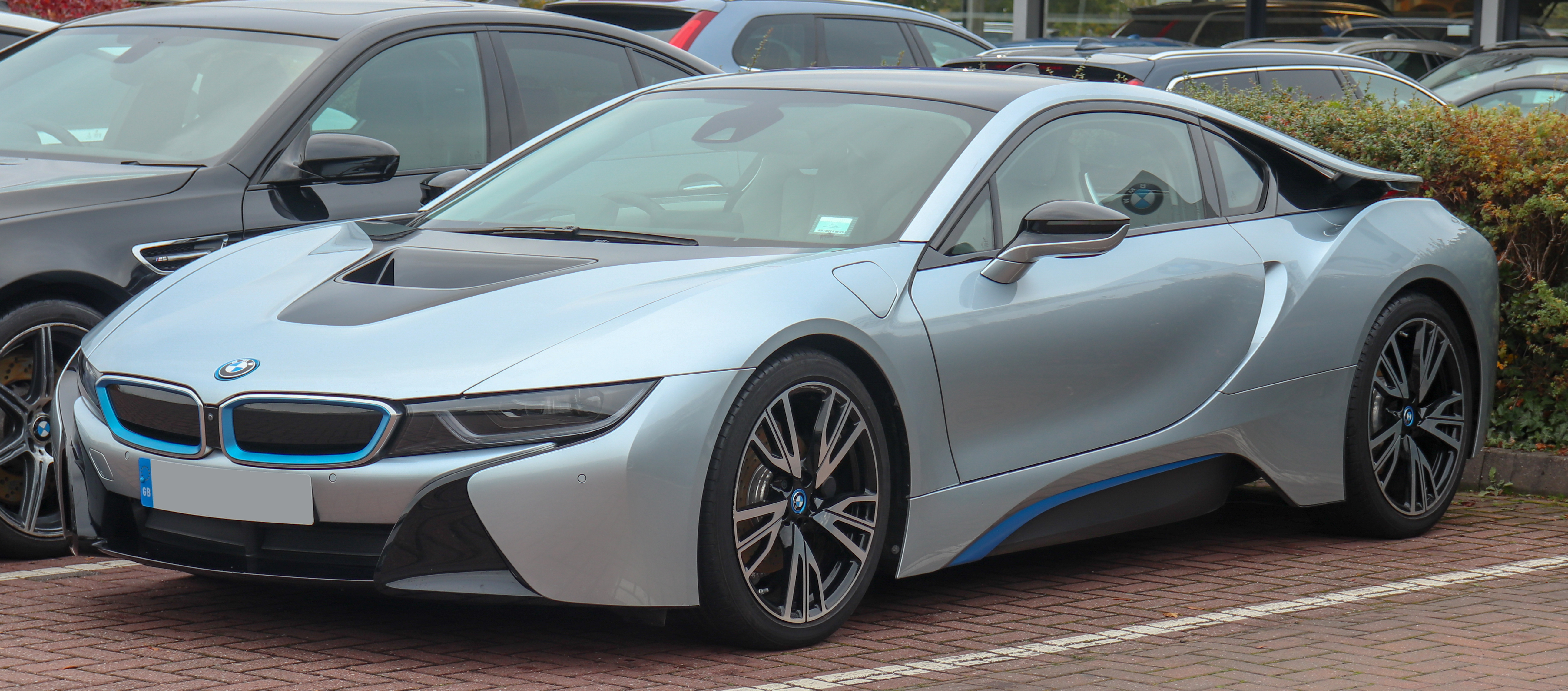
BMW i8.
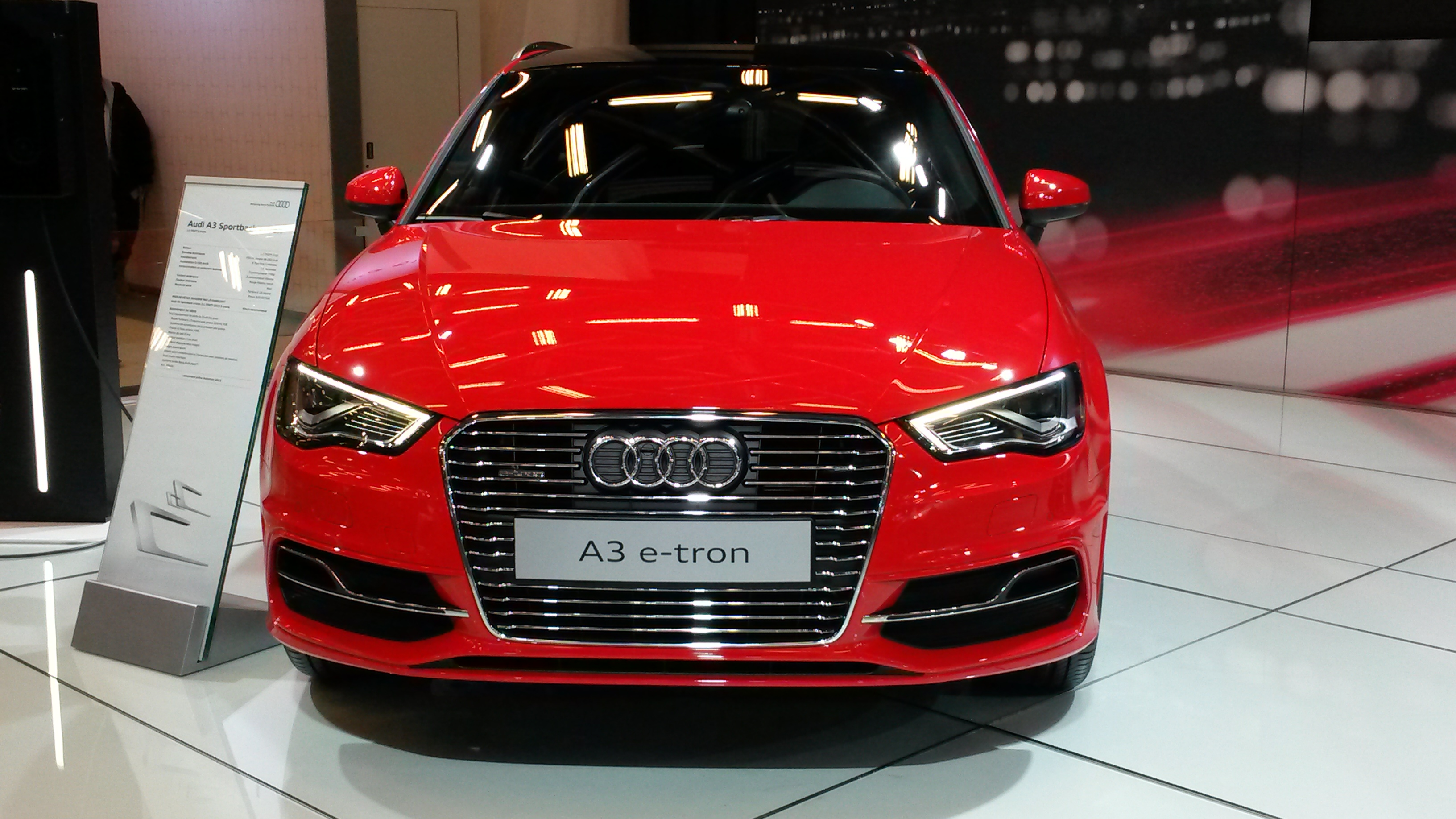
Audi A3 e-tron phase 1.
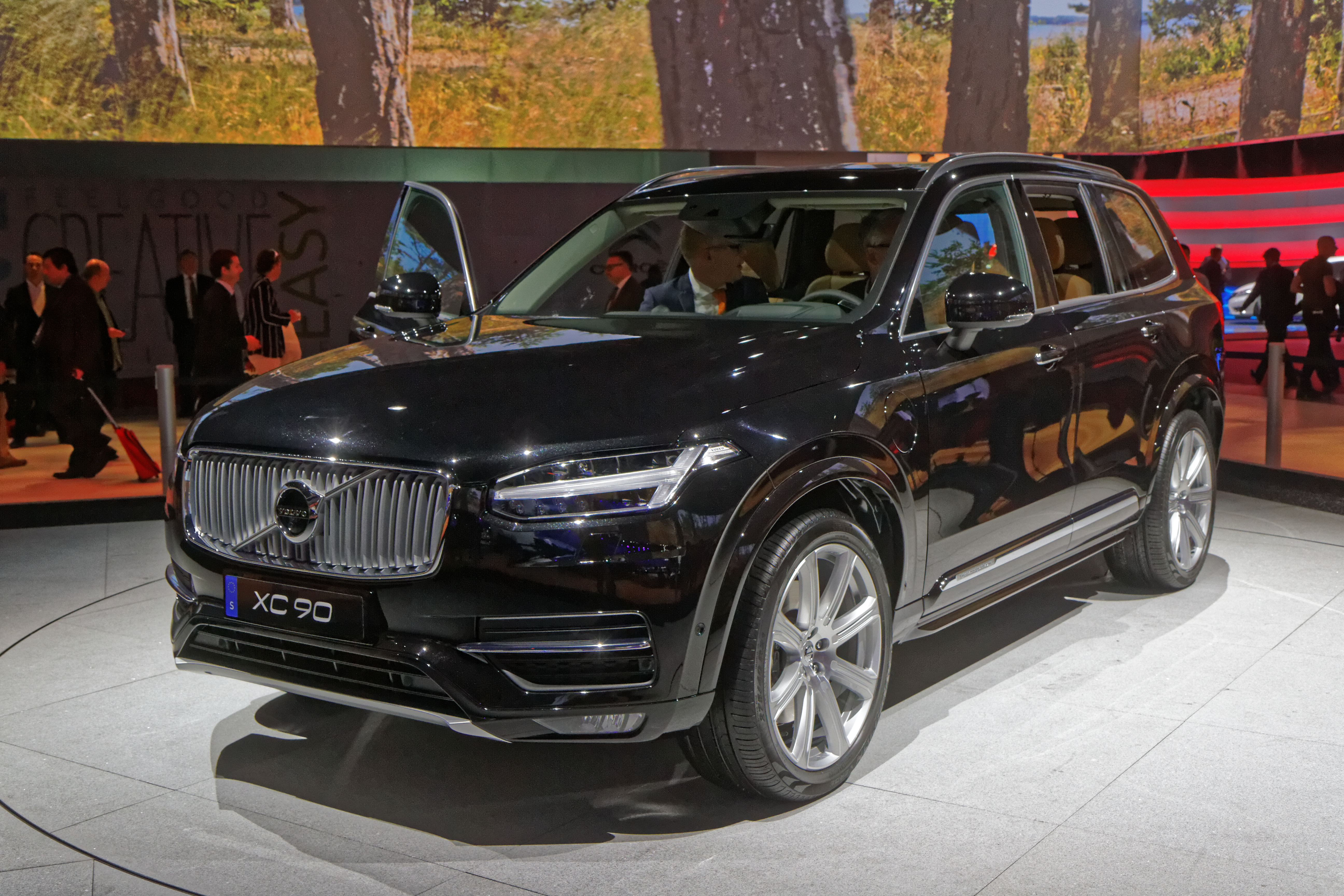
Volvo XC90 II - T8.
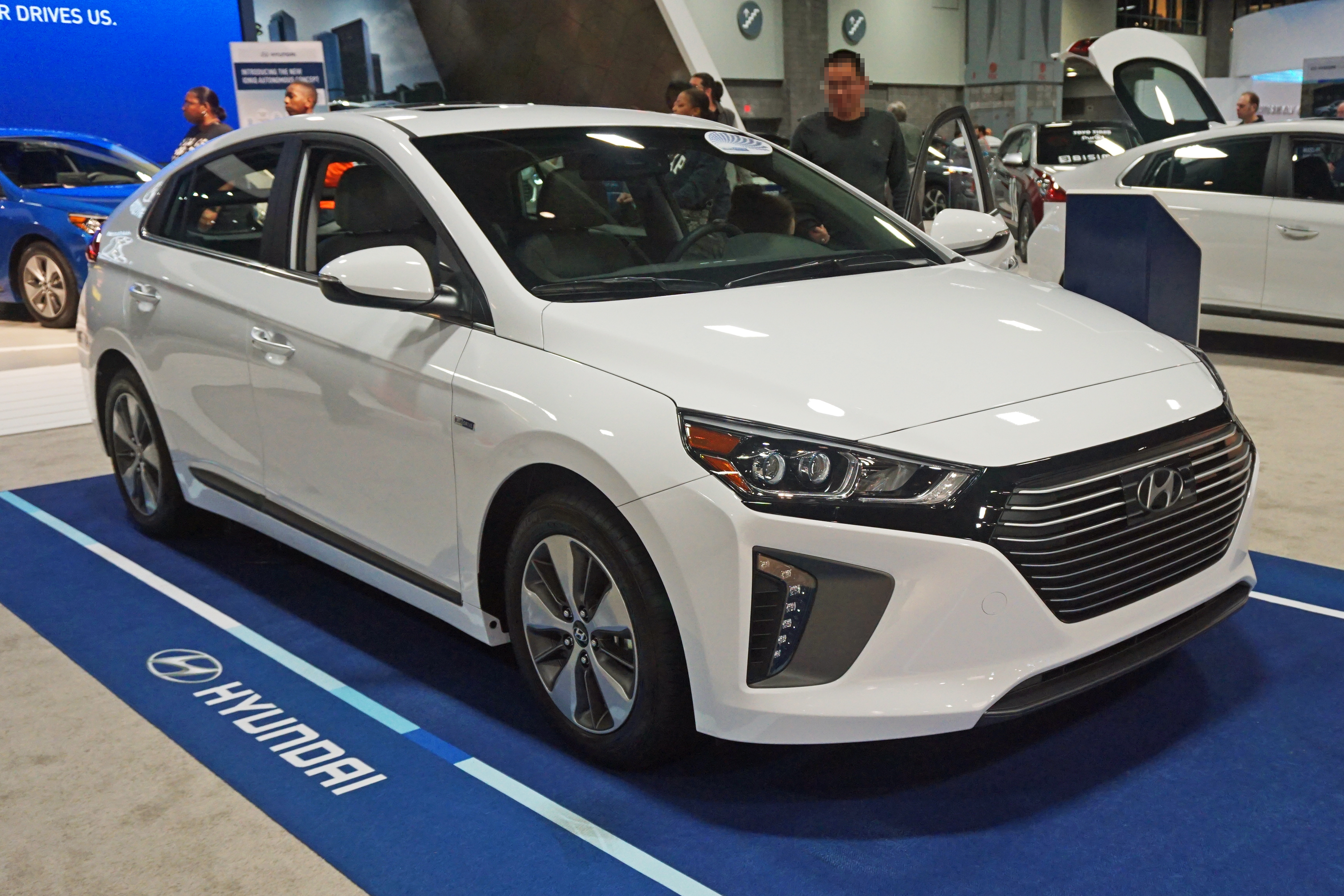
Hyundai Ioniq PHEV.

En 2016, quatorze modèles hybrides rechargeables sont disponibles en France, parmi lesquels l'Audi A3 e-tron Sportback, la BMW 225xe, le Mercedes GLE 500e, le Mitsubishi Outlander PHEV, le Porsche Cayenne S E-Hybrid, la Volkswagen Passat GTE ou encore la Toyota Prius Plug-in, la Hyundai Ioniq PHEV ou le Volvo XC90 T8
Dans la catégorie EREV (« Extended Range Electric Vehicles »), seule la BMW i3 équipée de l'option « Range Extender » (REx) est commercialisée, la Chevrolet Volt n'étant pas disponible sur le « Vieux Continent » et l'Opel Ampera ayant été retirée du catalogue. General Motors a annoncé en novembre 2018 l'arrêt de la production de la Chevrolet Volt en 2019, malgré des ventes de 14 718 unités sur les dix premiers mois de 2018 qui placent la Volt à la sixième place des ventes de véhicules branchés sur le marché américain.
Au Mondial de l'automobile de Paris 2014, la tendance est à l'hybride essence rechargeable. Les constructeurs allemands mènent la course en tête même si PSA et Renault s'engagent aussi dans cette voie : Renault développe un concept Eolab équipé d’un système Z.E. Hybrid dont l’ambition est de rendre cette technologie accessible au plus grand nombre, avec une première application en 2018. Mercedes annonce le lancement de dix modèles jusqu'à 2017, en commençant par la Classe S 500 Plug in à partir de l'automne 2014, suivie par les Classe C et E. Hyundai et Kia annoncent des sorties pour 2015. Volvo est le seul à annoncer un hybride Diesel[réf. nécessaire]. Mitsubishi dévoile son concept Outlander PHEV Concept-S. Volkswagen complète sa gamme hybride de la Golf GTE et de la Passat GTE.
Le « concept Eolab» de Renault vise à mettre l'hybride rechargeable à la portée de l'ensemble du marché grâce à une chaîne de traction économique et à la réduction drastique du poids en retenant un petit moteur trois-cylindres de 1,0 L de 75 ch et 95 N m (celui de la Twingo) ; la batterie étudiée par le CEA ne représente qu’un tiers (6,7 kWh) de celle de la Zoe ; le moteur électrique d’une puissance de 50 kW (68 ch) est intégré dans la boîte de vitesses,.
BMW a annoncé fin 2014 son intention de déployer la technologie hybride rechargeable sur tous les modèles des marques BMW et Mini, en commençant par un SUV X5 en 2015 et une Série 3 en 2016, après avoir vendu 760 exemplaires de son modèle sportif i8 en 2014. Audi et Daimler ont déjà annoncé une large gamme de modèles hybrides rechargeables. L’autonomie en conduite électrique de la future Série 3 hybride a été volontairement réduite à 35 kilomètres (30 km pour la X5), alors qu'Audi annonce 50 kilomètres pour son A3 e-tron. BMW estime que 35 kilomètres sont suffisants pour couvrir la grande majorité des trajets en mode péri-urbain, et ce choix permet de réduire de moitié le surpoids du bloc électrique.
Honda annonce pour 2018 le lancement de la voiture hybride ayant la plus longue autonomie en mode électrique, avec la Honda Clarity. Celle-ci peut parcourir un total de 76 km sans être rechargée.
Mazda annonce pour 2019 un véhicule électrique équipé en option d'un prolongateur d'autonomie sous la forme d'un moteur rotatif Wankel. Bien plus léger et compact (de la taille d'une boîte à chaussures) qu’un moteur à pistons classique, il est également moins bruyant et émet moins de vibrations.
En 2024, les voitures électriques à prolongateur d'autonomie (EREV) connaissent un regain de faveur : en Chine, 1 195 000 de ces véhicules ont été immatriculés, soit 11 % du marché des véhicules électrifiés et 6 % du marché total. Stellantis présente des offres aux États-Unis, et en Europe sa filiale Leapmotor présente le C10, qui promet 950 km d'autonomie.

## Statistiques de ventes
Le rapport annuel 2022 de l'Agence internationale de l'énergie estime le parc mondial de voitures hybrides rechargeables (VHR) à 5,2 millions à la fin de 2021, dont 1,6 million en Chine, 2,5 millions en Europe, 0,7 million aux États-Unis et 0,4 million dans le reste du monde. Avec les voitures 100 % électriques, le parc atteint 16,5 millions. Les VHR représentent 45 % des voitures électriques en Europe, 35 % aux États-Unis et 20 % en Chine. Les ventes de VHR en 2021 s'élèvent à 0,6 million en Chine, 1 053 000 en Europe, 165 000 aux États-Unis et 111 000 dans le reste du monde.
En 2018, le constructeur chinois BYD prend la tête du marché mondial : avec environ 47 452 exemplaires écoulés, la BYD Qin PHEV devance notamment la Toyota Prius Prime, très populaire en Amérique du Nord et au Japon, qui a enregistré 45 686 ventes ; au 3e rang vient le Mitsubishi Outlander PHEV avec 41 888 ventes, suivi par la BMW 530e avec 40 260 ventes.
En 2017, l'Agence internationale de l'énergie recense 398 210 immatriculations de voitures hybrides rechargeables, dont 111 000 immatriculations en Chine, 93 860 aux États-Unis, 36 000 au Japon et 33 700 au Royaume-Uni. Le parc 2017 atteint 1 180 690 voitures, dont 276 580 en Chine, 360 510 aux États-Unis et 100 860 au Japon. La part de marché de ces voitures en 2017 atteignait 18,4 % en Norvège, 4,9 % en Suède, 2,2 % en Finlande et 1,2 % au Royaume-Uni alors qu'elle n'était que de 0,9 % en Allemagne, 0,7 % au Japon, 0,6 % aux États-Unis et 0,4 % en Chine et en France.
Au premier semestre 2015, quelque 36 700 voitures hybrides rechargeables sont vendues en Europe, contre 40 600 voitures électriques ; aux États-Unis également, les ventes d'hybrides rechargeables rejoignent, sur les quatre premiers mois de l'année, celles de voitures électriques. En France, les ventes 2015 se sont établies 5 006 unités, le parc en circulation atteignant les 7 000 véhicules au 1er juillet 2016.

## Consommations réelles
L’institut de recherche allemand Fraunhofer et l’International Council on Clean Transportation ont publié en septembre 2020 un livre blanc sur l'utilisation réelle des véhicules hybrides rechargeables, analysant un panel de 104 709 de ces véhicules. Ce rapport révèle que les consommations réelles de carburant sont deux à quatre fois plus élevées que celles indiquées par le cycle d’homologation pour les utilisateurs particuliers et trois à quatre fois pour les professionnels. En effet, la part moyenne de conduite électrique dans le monde réel ne représente que 50 % de celle prise en compte dans les cycles de test ; en Chine, cette part est de 26 %, contre 53 % en Norvège et 54 % aux États-Unis ; en Allemagne, les particuliers réalisent en moyenne 43 % de leurs trajets en propulsion électrique, alors que les professionnels n’en effectuent que 18 %. Les causes de ces comportements sont multiples : les mécanismes de subvention n’aiguillent pas toujours les utilisateurs vers la bonne solution, les avantages fiscaux poussent l’acheteur à choisir un hybride rechargeable sans avoir de solution de charge sous la main, les professionnels disposant d’un véhicule de fonction bénéficient pour la plupart de cartes de carburant fournies par leur entreprise, alors qu’ils doivent payer personnellement la recharge réalisée à domicile, les véhicules équipés de batteries de petite taille (30 à 60 km d’autonomie) parcourent deux fois moins de kilomètres par an que ceux dont l’autonomie électrique est supérieure à 80 km.
Une nouvelle étude similaire est publiée en 2022 par les mêmes auteurs, analysant les données issues de l’utilisation de 9 000 hybrides rechargeables en Europe. Elle révèle qu'en moyenne, la consommation et les émissions de CO2 des hybrides rechargeables appartenant à des particuliers sont environ trois fois supérieures aux normes, et pour les voitures de société, cinq fois supérieures. Les hybrides rechargeables de particuliers parcourent 45 à 49 % de leur distance en électrique, et les voitures de fonction de 11 à 15 %.
Selon Transport et Environnement, les estimations des émissions de CO2 des véhicules hybrides rechargeables sont fortement sous-estimées, ceux testés par l'association émettant de 28 % à 89 % de CO2 en plus en conditions optimales,. L'association européenne évoque même un possible hybridgate, à l'instar du dieselgate.
Un dispositif destiné à « forcer » le passage en mode électrique de ses hybrides rechargeables dans les centres-villes allemands les plus pollués est expérimenté par BMW en 2018. Le logiciel du calculateur chargé de la gestion de la motorisation s'appuie sur la localisation GPS du véhicules et tient compte, entre autres, de l’état de charge de la batterie (les modèles hybrides rechargeables de BMW annoncent entre 50 et 80 km d’autonomie en mode électrique). Ce dispositif est actif depuis mars 2020 pour de nombreuses villes européennes .
De plus, afin d'inciter les propriétaires de voitures hybrides rechargeables à optimiser l'utilisation de leur véhicule, BMW lance en décembre 2020 le programme « BMW Points » qui récompense ses clients pour la distance parcourue en utilisant uniquement le moteur électrique de leur véhicule hybride rechargeable : les kilomètres effectués sont convertis en points qui peuvent être utilisés pour recharger gratuitement le véhicule sur les bornes publiques.
À partir de 2025, le calcul des émissions de CO2 des hybrides rechargeables de l'Union européenne sera fortement durci : celles d'un BMW X1 doubleront, passant de 45 g/km à 96 g/km, et en 2027 à 122 g/km. Un rapport de la Commission européenne, paru au printemps 2024, révèle en effet que les hybrides rechargeables émettent, en situation réelle, 3,5 fois plus de CO2 qu'affiché sur leur étiquette énergétique, car ces véhicules ne sont pas chargés et utilisés en mode électrique aussi fréquemment que ce que prévoit la réglementation. Ce changement réduit, pour les marques, l'intérêt des PHEV pour atteindre les objectifs obligatoires de diminution de CO2 de 15 % en 2025, et les flottes d'entreprises, grosses acheteuses de PHEV pour remplir les objectifs de verdissement de leur parc, pourraient s'en détourner, car un véhicule doit émettre moins de 50 g/km de CO2 pour être considéré « à basses émissions ».